# Brandhof (Obergröningen)
Der Brandhof ist ein Einzelhof der Gemeinde Obergröningen im Ostalbkreis in Baden-Württemberg.

## Beschreibung
Der Ort liegt etwa eineinhalb Kilometer nördlich von Obergröningen auf einer Anhöhe der Frickenhofer Höhe über dem Kochertal. Unweit westlich fließt der in den Kocher mündende Herrenbach.
Naturräumlich gehört der Hof zum Sulzbacher Kochertal, einem Unterraum der Schwäbisch-Fränkischen Waldberge. Er steht auf einem nur schmalen Streifen von Kieselsandstein (Hassberge-Formation) im Untergrund.

## Geschichte
Der Hof gehörte bis 1806 zum Amt Gschwend des limpurgischen Landesteils Limpurg-Gaildorf-Wurmbrand.